# Antillergrottrall
Antillergrottrall (Nesotrochis debooyi) är en förhistorisk utdöd fågel i familjen grottrallar inom ordningen tran- och rallfåglar. Den förekom i Puerto Rico och på Amerikanska Jungfruöarna. I juli 1916 upptäcktes benlämningar av arkeologen Theodoor de Booy i kökkenmöddingar nära Christiansted på Amerikanska Jungfruöarna och dessa beskrevs 1918 av Alexander Wetmore. Benen har med hjälp av kol-14-metoden konstaterats vara cirka 4200 år gamla.
Antillergrottrallen kan ha dött ut före européernas ankomst. Wetmore hörde dock berättelser på Puerto Rico 1912 om en fågel vid namn carrao som var lätt att fånga och som skulle kunna syfta på denna art. Antillergrottrallen var flygoförmögen och jagades för sitt kött av ursprungsbefolkningen på öarna.